# اچ‌ام‌اس ماتابله (اف۲۶)
اچ‌ام‌اس ماتابله (اف۲۶) (به انگلیسی: HMS Matabele (F26)) یک زیردریایی بود که طول آن ۳۷۷ فوت (۱۱۵ متر) بود. این زیردریایی در سال ۱۹۳۷ ساخته شد.